# Yutaka Taniyama
 (mai 2025).
Si vous disposez d'ouvrages ou d'articles de référence ou si vous connaissez des sites web de qualité traitant du thème abordé ici, merci de compléter l'article en donnant les références utiles à sa vérifiabilité et en les liant à la section « Notes et références ».
Yutaka Taniyama (谷山 豊, né le 12 novembre 1927 et mort le 17 novembre 1958), est un mathématicien japonais connu pour la conjecture Taniyama-Shimura. Les noms Taniyama, Shimura et Weil ont tous les trois été attachés à cette conjecture mais l'idée vient principalement de Taniyama.
En 1986, Ken Ribet démontra que si la conjecture de Shimura-Taniyama-Weil était prouvée, le dernier théorème de Fermat le serait également. Andrew Wiles travailla en secret sur la conjecture pendant des années et parvint à en démontrer un cas particulier suffisant à prouver le dernier théorème de Fermat.
Le théorème complet conjecturé par Taniyama et Shimura, et popularisé par André Weil, fut finalement démontré en 1999 par Breuil, Conrad, Diamond et Taylor qui, en s'appuyant sur le travail de Wiles, remplirent par sauts de puce les cas restants jusqu'à la démonstration du résultat complet.
Taniyama s'est suicidé en 1958 en laissant une note derrière lui, en s'excusant auprès de ses collègues pour ce geste qu'il ne s'explique pas lui-même :

« Jusqu'à hier, je n'avais aucune intention de me tuer. Mais quelques-uns ont dû remarquer que ces derniers temps j'étais fatigué physiquement et mentalement. Quant à la cause de mon suicide, je ne la comprends pas moi-même tout à fait, et elle ne résulte pas d'un incident ou d'une raison particulière. Je peux simplement dire que je suis dans un état d'esprit où j'ai perdu confiance en mon avenir. Il y aura sans doute quelqu'un qui sera troublé par mon suicide et pour qui cela sera un coup dur dans une certaine mesure. J'espère sincèrement que cet incident ne jettera aucune ombre sur l'avenir de cette personne. En tout cas, bien que je ne puisse pas nier qu'il s'agit d'une sorte de trahison, je vous prie de l'excuser et de le considérer comme le dernier acte d'un homme qui a toujours conduit sa vie comme il l'a entendu. »

Il laissa également dans cette dernière note un état précis de ses recherches en cours, et de ses résultats non encore publiés.
Quelques semaines plus tard, sa fiancée se suicida à son tour.